# آموس وايت
آموس وايت (بالإنجليزية: Amos White)‏ هو عازف جاز أمريكي، ولد في 6 نوفمبر 1889 في كارولاينا الجنوبية في الولايات المتحدة، وتوفي في 2 يوليو 1980.

## وصلات خارجية
- آموس وايت على موقع ميوزك برينز (الإنجليزية)
- آموس وايت على موقع أول ميوزيك (الإنجليزية)